# 行善寺及鬷假楼
行善寺及鬷假楼是位于中国河北省曲阳县灵山镇野北村的明代建筑，现为河北省文物保护单位。